# Братья Пивато
Братья Пивато — ресторан итальянской кухни, существовавший на рубеже XIX и XX веков в Санкт-Петербурге по адресу Большая морская 36. Ресторан подавал венецианские блюда, в частности был известен своими — кьянти и болонскими спагетти. Также тут подавали знаменитую тминную водку. Часто в ресторане заказывали еду на дом, например брат художника Бенуа устроил парадный обед из блюд, заказанных у ресторана. «Пивато» не считался рестораном высшего разряда, как например «Альбер», где также подавали итальянские блюда, также его блюда были относительно недорогими, помещения ресторана не выделялись своей чопорностью.
В то время это был один из самых знаменитых ресторанов города, где знаменитости — литераторы, художники, артисты и научные деятели любили устраивать обеды и ужины. Ресторан посещали Шаляпин, Маковский, Кузмин, Анненский, Венгеров, Гнедич, Лохвицкая, Мамонтов, Пуришкевич, Скабичевский, Случевский, Соловьёва, князь Урусов, Фидлер и прочие. В ресторане устраивали периодические встречи члены редакции «Сатирикон» и «Аполлон». В отдельных кабинетах встречи устраивали политические деятели и магнаты для обсуждения важных дел.